# 亞爾采沃區

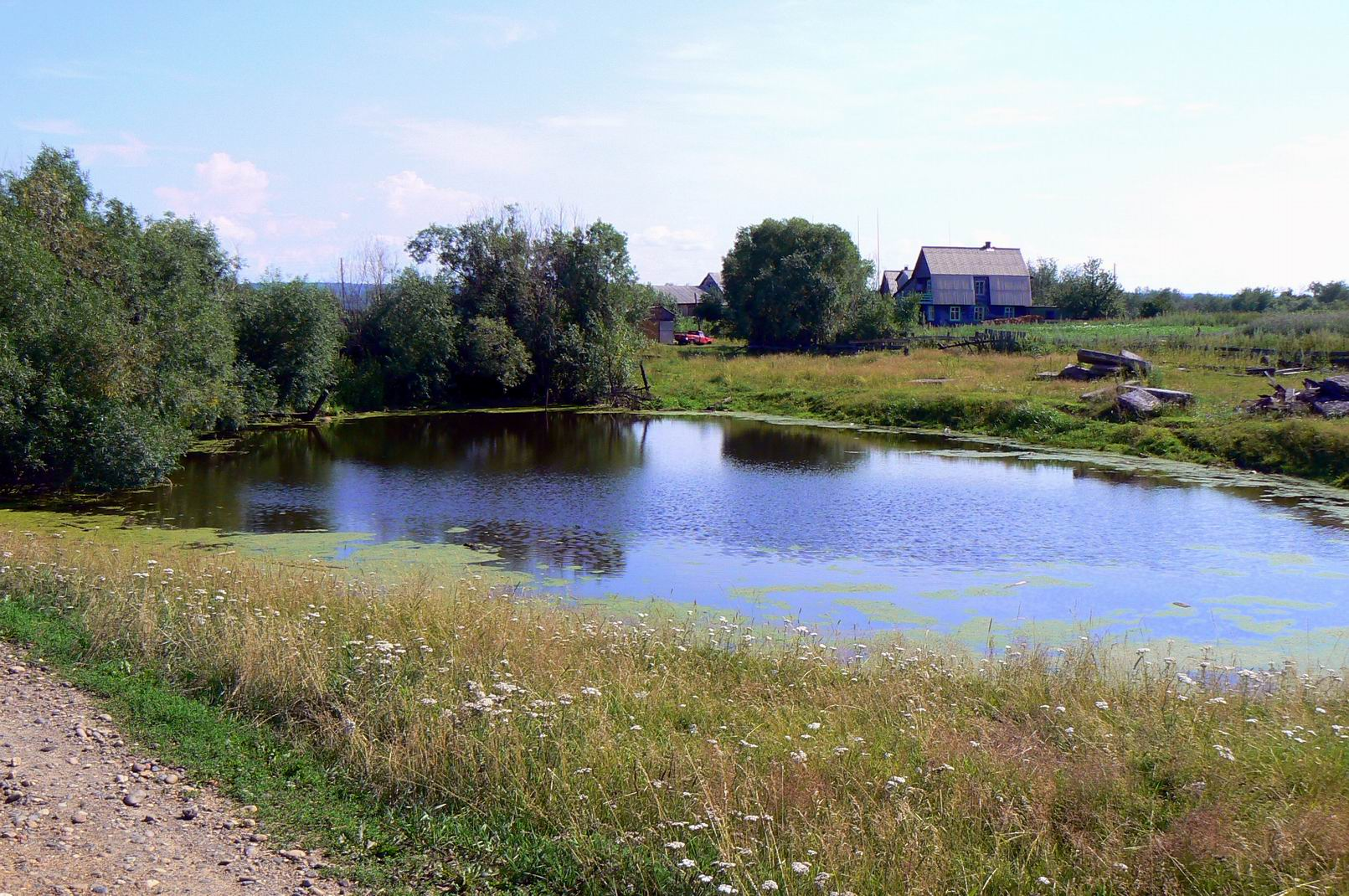

55°04′N 32°41′E / 55.067°N 32.683°E
亞爾采沃區（俄语：Ярцевский райо́н）是俄羅斯的一個區，位於該國西部，由斯摩棱斯克州負責管轄，面積1,618.93平方公里，2010年人口55,803，人口密度每平方公里34.5人。